# Apertium
Apertium es un sistema de traducción automática que ha sido desarrollado con el financiamiento conjunto del gobierno español y la Generalidad de Cataluña en la Universidad de Alicante. Apertium estaba originalmente diseñado para traducir entre lenguas relacionadas, aunque en 2006 se le ha añadido más potencia sintáctica para poder tratar pares más alejados como inglés —> catalán. Es un software libre liberado bajo los términos de la licencia GNU GPL. Los datos lingüísticos también tienen licencia GNU GPL.
En la actualidad se encuentran disponibles datos abiertos para los siguientes pares de lenguas en versión estable:
- español-aragonés
- español-asturiano
- español-catalán
- español-esperanto
- español-euskera
- español-francés
- español-gallego
- español-inglés
- español-occitano
- español-portugués
- español-rumano

- catalán-esperanto
- catalán-francés
- catalán-inglés
- catalán-occitano
- catalán-portugués

- gallego-inglés
- gallego-portugués

- inglés-esperanto
- inglés-galés

- francés-bretón

Los cuales se pueden descargar desde la página SourceForge del proyecto.
El traductor se puede probar también en https://apertium.org
Se ha publicado la versión 2.0 del motor de traducción, que permite tratar, mediante una transferencia estructural más potente, pares de lenguas no tan relacionados, como por ejemplo inglés-catalán.
En 2009, 9 proyectos fueron seleccionados para participar en Google Summer of Code.